# Mahlon Romeo
Mahlon Beresford Baker Romeo (Westminster, 19 settembre 1995) è un calciatore antiguo-barbudano con cittadinanza britannica, difensore svincolato.

## Biografia
È il figlio del dj e produttore discografico Jazzie B, frontman del gruppo Soul II Soul.

## Carriera

### Club
Nel corso degli anni ha giocato più di 100 partite nella seconda divisione inglese con la maglia del Millwall.

### Nazionale
Ha giocato nella nazionale antiguo-barbudana.

## Statistiche

### Cronologia presenze e reti in nazionale
Aggiornato al 31 maggio 2023

| Cronologia completa delle presenze e delle reti in nazionale ― Antigua e Barbuda | Cronologia completa delle presenze e delle reti in nazionale ― Antigua e Barbuda | Cronologia completa delle presenze e delle reti in nazionale ― Antigua e Barbuda | Cronologia completa delle presenze e delle reti in nazionale ― Antigua e Barbuda | Cronologia completa delle presenze e delle reti in nazionale ― Antigua e Barbuda | Cronologia completa delle presenze e delle reti in nazionale ― Antigua e Barbuda | Cronologia completa delle presenze e delle reti in nazionale ― Antigua e Barbuda | Cronologia completa delle presenze e delle reti in nazionale ― Antigua e Barbuda |
| Data                                                                             | Città                                                                            | In casa                                                                          | Risultato                                                                        | Ospiti                                                                           | Competizione                                                                     | Reti                                                                             | Note                                                                             |
| -------------------------------------------------------------------------------- | -------------------------------------------------------------------------------- | -------------------------------------------------------------------------------- | -------------------------------------------------------------------------------- | -------------------------------------------------------------------------------- | -------------------------------------------------------------------------------- | -------------------------------------------------------------------------------- | -------------------------------------------------------------------------------- |
| 11-6-2015                                                                        | North Sound                                                                      | Antigua e Barbuda                                                                | 1 – 3                                                                            | Saint Lucia                                                                      | Qual. Mondiali 2018                                                              | -                                                                                | 76’                                                                              |
| 15-6-2015                                                                        | North Sound                                                                      | Saint Lucia                                                                      | 1 – 4                                                                            | Antigua e Barbuda                                                                | Qual. Mondiali 2018                                                              | -                                                                                |                                                                                  |
| 5-9-2015                                                                         | North Sound                                                                      | Antigua e Barbuda                                                                | 1 – 0                                                                            | Guatemala                                                                        | Qual. Mondiali 2018                                                              | -                                                                                | 70’                                                                              |
| 9-9-2015                                                                         | Città del Guatemala                                                              | Guatemala                                                                        | 2 – 0                                                                            | Antigua e Barbuda                                                                | Qual. Mondiali 2018                                                              | -                                                                                |                                                                                  |
| 5-6-2016                                                                         | Bayamón                                                                          | Porto Rico                                                                       | 2 – 1 dts                                                                        | Antigua e Barbuda                                                                | Qualificazioni alla Coppa dei Caraibi 2017                                       | -                                                                                | 70’                                                                              |
| 8-6-2016                                                                         | North Sound                                                                      | Antigua e Barbuda                                                                | 5 – 1                                                                            | Grenada                                                                          | Qualificazioni alla Coppa dei Caraibi 2017                                       | -                                                                                |                                                                                  |
| 6-10-2016                                                                        | Willemstad                                                                       | Curaçao                                                                          | 3 – 0                                                                            | Antigua e Barbuda                                                                | Qualificazioni alla Coppa dei Caraibi 2017                                       | -                                                                                |                                                                                  |
| 9-10-2016                                                                        | Saint John's                                                                     | Antigua e Barbuda                                                                | 2 – 0                                                                            | Porto Rico                                                                       | Qualificazioni alla Coppa dei Caraibi 2017                                       | -                                                                                |                                                                                  |
| 22-3-2018                                                                        | North Sound                                                                      | Antigua e Barbuda                                                                | 3 – 2                                                                            | Bermuda                                                                          | Amichevole                                                                       | -                                                                                |                                                                                  |
| 26-3-2018                                                                        | Kingston                                                                         | Giamaica                                                                         | 1 – 1                                                                            | Antigua e Barbuda                                                                | Amichevole                                                                       | -                                                                                |                                                                                  |
| 8-9-2018                                                                         | North Sound                                                                      | Antigua e Barbuda                                                                | 0 – 3                                                                            | Saint Lucia                                                                      | CONCACAF Nations League 2019-2020 - Qualificazioni                               | -                                                                                | 69’                                                                              |
| 20-11-2018                                                                       | Fort-de-France                                                                   | Martinica                                                                        | 4 – 2                                                                            | Antigua e Barbuda                                                                | CONCACAF Nations League 2019-2020 - Qualificazioni                               | -                                                                                |                                                                                  |
| 24-3-2023                                                                        | Les Abymes                                                                       | Guadalupa                                                                        | 0 – 1                                                                            | Antigua e Barbuda                                                                | CONCACAF Nations League 2022-2023 - Fase a gironi                                | -                                                                                |                                                                                  |
| 26-3-2023                                                                        | North Sound                                                                      | Antigua e Barbuda                                                                | 1 – 2                                                                            | Barbados                                                                         | CONCACAF Nations League 2022-2023 - Fase a gironi                                | -                                                                                |                                                                                  |
| Totale                                                                           |                                                                                  | Presenze                                                                         | 14                                                                               |                                                                                  | Reti                                                                             | 0                                                                                |                                                                                  |